# Nascar Nationwide Series 2008
NASCAR Nationwide Series 2008 var ett race som kördes på ett antal ovalbanor i USA och en del racerbanor i USA, Mexiko och Kanada.

## Deltävlingar
| Bana              | Vinnare         | Märke     |
| ----------------- | --------------- | --------- |
| Daytona           | Tony Stewart    | Toyota    |
| Fontana           | Tony Stewart    | Toyota    |
| Las Vegas         | Mark Martin     | Ford      |
| Atlanta           | Matt Kenseth    | Ford      |
| Bristol           | Clint Bowyer    | Chevrolet |
| Nashville         | Scott Wimmer    | Chevrolet |
| Texas             | Kyle Busch      | Toyota    |
| Phoenix           | Kyle Busch      | Toyota    |
| Mexico City       | Kyle Busch      | Toyota    |
| Talladega         | Tony Stewart    | Toyota    |
| Richmond          | Denny Hamlin    | Toyota    |
| Darlington        | Tony Stewart    | Toyota    |
| Charlotte         | Kyle Busch      | Toyota    |
| Dover             | Denny Hamlin    | Toyota    |
| Nashville         | Brad Keselowski | Chevrolet |
| Kentucky Speedway | Joey Logano     | Toyota    |
| Milwaukee         | Carl Edwards    | Ford      |
| New Hampshire     | Tony Stewart    | Toyota    |
| Daytona           | Denny Hamlin    | Toyota    |
| Chicagoland       | Kyle Busch      | Toyota    |
| Gateway           | Carl Edwards    | Ford      |
| O'Reilly          | Kyle Busch      | Toyota    |
| Montréal          | Ron Fellows     | Chevrolet |
| Watkins Glen      | Kyle Busch      | Toyota    |
| Michigan          | Carl Edwards    | Ford      |
| Bristol           | Brad Keselowski | Chevrolet |
| Fontana           | Kyle Busch      | Toyota    |
| Richmond          | Carl Edwards    | Ford      |
| Dover             | Kyle Busch      | Toyota    |
| Kansas Speedway   | Denny Hamlin    | Toyota    |
| Charlotte         | Kyle Busch      | Toyota    |
| Memphis           | Carl Edwards    | Ford      |
| Texas             | Kyle Busch      | Toyota    |
| Phoenix           | Carl Edwards    | Ford      |
| Homestead         | Carl Edwards    | Ford      |

## Slutställning
| Plats | Förare          | Märke           | Poäng |
| ----- | --------------- | --------------- | ----- |
| 1     | Clint Bowyer    | Chevrolet       | 5132  |
| 2     | Carl Edwards    | Ford            | 5111  |
| 3     | Brad Keselowski | Chevrolet       | 4794  |
| 4     | David Ragan     | Ford            | 4525  |
| 5     | Mike Bliss      | Dodge Chevrolet | 4518  |
| 6     | Kyle Busch      | Toyota          | 4461  |